# Pa'l Norte
Pa’l Norte es un festival de música mexicano y arte que se lleva a cabo en Monterrey, Nuevo León desde el año 2012, organizado por Apodaca Group, empresa dedicada al espectáculo. El evento consiste en reunir a los talentos consagrados principalmente en México, logrando posicionarse como uno de los festivales más populares de América y estar en el top 3 de festivales con mayores ingresos en la República. Además, es el fin de semana con mayor derrama económica que tiene el estado de Nuevo León; impulsando al sector hotelero y turístico, restaurantes, vida nocturna y movilidad. El branding se representa por un icónico león que cada año cambia su diseño, colores y estilo, y es acompañado por el eslogan del festival «Siempre Poderoso y Ascendente». Esta frase es una filosofía que Pa’l Norte traza para mejorar continuamente el festival año tras año.
Concebido inicialmente como un evento de un día que se realizaría anualmente durante un fin de semana, en su tercera edición (en el año 2014) pasó a tener dos días de duración y en la undécima edición (en el año 2023) a tres días. Su primera edición se realizó el 4 de noviembre de 2012 en el Parque Diego Rivera y desde entonces se lleva a cabo de forma anual en el Parque Fundidora, exceptuando el año 2020, a causa de la pandemia de COVID-19.
En los escenarios de Pa’l Norte se han presentado importantes artistas, bandas y DJs nacionales e internacionales además de impulsar artistas emergentes. Dentro de las bandas destacadas que se han presentado en el festival figuran: The Killers, Muse, Queens Of The Stone Age, Justice, Franz Ferdinand, Richard Ashcroft, Don Diablo, Farruko, The Offspring, Placebo, M.I.A., Snoop Dog, Caifanes, Enrique Bunbury, Robin Schulz, Foster the People, Maná, Café Tacuba, Zoé, Kinky, Plastilina Mosh, Calle 13, El Cuarteto de Nos, Los Amigos Invisibles, Julieta Venegas, Los Claxons, Panda, La Ley, Tigres del Norte, Jumbo, Billie Eilish, Juanes, Kenia Os, Twenty One Pilots, Blink-182, entre muchos más.

## Historia

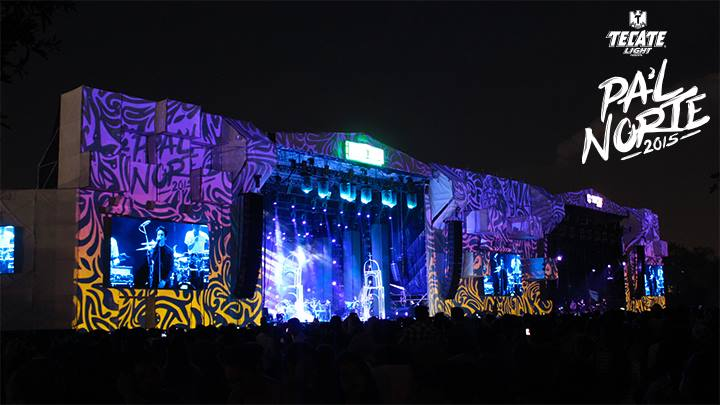
Edición 2015.

Hacia el año 2012, Monterrey experimentaba un nivel significativo de inseguridad y no existía ningún evento de este tipo en la ciudad. Basado en esto, Apodaca Group crea Pa’l Norte con la idea de enaltecer el orgullo y tradiciones en la zona norte del país en un festival y ofrecer una experiencia única durante 2 días consecutivos de música en vivo con espectaculares escenarios y además diversas actividades como: Food Trucks, Mercadito Pa’l Norte, Kermes, Tienda de mercancía oficial, área de bar y más.
A partir de la edición de 2013, se incorporó «Pa’l Mercado», un pequeño mercado que impulsa productos y emprendedores locales. Este año también se creó el «Escenario Sorpresa», donde aparecen artistas ajenos al line up, siendo inaugurado por La Leyenda.
El año 2015 rompió récord en derrama económica y ocupación hotelera de cualquier mes de abril en la historia de Monterrey, según la Secretaría de Turismo, dejando una derrama económica de más de 125 millones de pesos.
En 2020, Pa’l Norte cancela por primera vez en su historia su evento, a raíz de la pandemia de COVID-19.

## Ubicación
El Parque Fundidora, situado en los terrenos que antes pertenecían a Fundidora de Fierro y Acero de Monterrey está localizado en las coordenadas 25°40′41″N 100°17′00″O en la colonia Obrera. Tiene accesos en la avenida Madero y Fundidora. Está conectado con la Macroplaza a través del Paseo Santa Lucía y colinda con dos estaciones de metro, estación Parque Fundidora y estación Y Griega.

## Resumen por año
| Edición | Año  | Fechas                         | Headliners                                      | Asistencia/ventas                   |
| ------- | ---- | ------------------------------ | ----------------------------------------------- | ----------------------------------- |
| 1.º     | 2012 | 24 de noviembre                | Calle 13 · Zoé                                  | 37 000                              |
| 2.º     | 2013 | 9 de noviembre                 | Inna · Café Tacvba                              | 52 000                              |
| 3.º     | 2014 | 31 de octubre y 1 de noviembre | Zoé · Snoop Dogg                                | 104 000                             |
| 4.º     | 2015 | 24 y 25 de abril               | Molotov · Imagine Dragons · Intocable           | 114 000                             |
| 5.º     | 2016 | 15 y 16 de abril               | 50 Cent · Caifanes                              | 134 000                             |
| 6.º     | 2017 | 31 de marzo y 1 de abril       | The Killers · Maná                              | 170 000                             |
| 7.º     | 2018 | 20 y 21 de abril               | Muse · Queens of the Stone Age                  | 210 000                             |
| 8.º     | 2019 | 22 y 23 de marzo               | Arctic Monkeys · Kings of Leon · Santana        | 210 000                             |
| —       | 2020 | Programado: 20 y 21 de marzo   | Cancelado por pandemia de COVID-19.             | Cancelado por pandemia de COVID-19. |
| Virtual | 2021 | 17 de abril                    | Martin Garrix                                   | 500 000                             |
| 9.º     | 2021 | 12 y 13 de noviembre           | Foo Fighters · Tame Impala                      | 64 000                              |
| 10.º    | 2022 | 1 y 2 de abril                 | Maroon 5 · The Strokes                          | 160 000                             |
| 11.º    | 2023 | 31 de marzo, 1 y 2 de abril    | Billie Eilish · Twenty One Pilots · The Killers | 240 000                             |
| 12.º    | 2024 | 29, 30 y 31 de marzo           | Kendrick Lamar · Blink-182 · Imagine Dragons    | 300 000                             |
| 13.º    | 2025 | 4, 5 y 6 de abril              | Green Day · Justin Timberlake · Olivia Rodrigo  | 300 000                             |